# Đại học Keio
Đại học Keio (慶應義塾大学 (Khánh Ứng nghĩa thục đại học) Keiō Gijuku Daigaku), viết tắt là Keio (慶應 (Khánh Ứng)) hoặc Keidai (慶大 (Khánh đại)), là một trường đại học ở Minato, Tokyo, Nhật Bản.
Đây là cơ sở giáo dục bậc cao lâu đời nhất của đất nước này, do Fukuzawa Yukichi thành lập vào năm 1858 ở Edo (nay là Tokyo) với mục đích ban đầu là giảng dạy về Tây học.
Trường có 11 khuôn viên ở Tokyo và Kanagawa với 10 ngành học, bao gồm: Văn chương, Kinh tế, Luật, Kinh doanh và Thương mại, Y học, Khoa học và Kĩ thuật, Quản lý Chính sách, Thông tin Môi trường, Điều dưỡng và Chăm sóc Y tế, và Dược. Có mười bốn trường sau đại học (liệt kê dưới đây), các viện nghiên cứu, cơ sở trong và ngoài khuôn viên trường.
Trường là một trong những thành viên của Dự án Đại học Toàn cầu do Bộ Giáo dục, Văn hóa, Thể thao, Khoa học và Công nghệ Nhật Bản tài trợ. Đại học Keio cũng là một trong những trường đại học thành viên của RU11 và APRU, đồng thời là một trong hai trường đại học duy nhất của Nhật Bản (cùng với Đại học Tokyo) là thành viên của Diễn đàn Lãnh đạo Đại học Toàn cầu của Diễn đàn Kinh tế Thế giới.
Trường là nơi nhiều thành viên nội các Nhật Bản từng theo học, trong đó có các thủ tướng Koizumi Junichirō, Hashimoto Ryūtarō, Inukai Tsuyoshi, hai phi hành gia, sáu thành viên danh dự quốc tế của Viện Hàn lâm Khoa học và Nghệ thuật Hoa Kỳ, và một người đoạt giải Wolf. Đại học Keio cũng là nơi sản sinh ra số lượng CEO nhiều nhất của các công ty được liệt kê trong phần đầu tiên của Sở giao dịch chứng khoán Tokyo và xếp thứ 53 (trên thế giới) trong số 100 Giám đốc điều hành toàn cầu hàng đầu, theo "Alma Master Index 2017" của Times Higher Education.

## Tổng quan

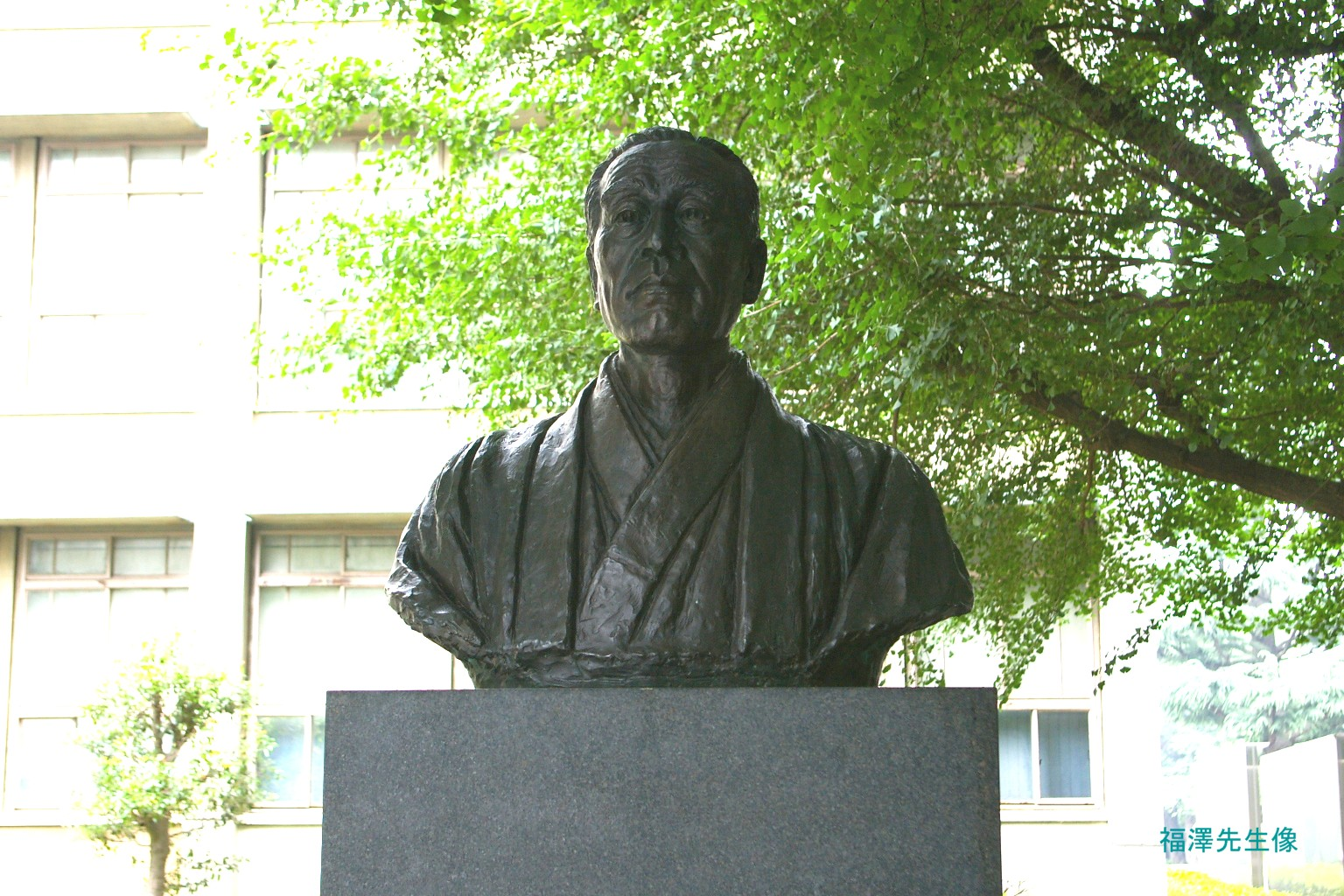
Tượng của Fukuzawa Yukichi, người sáng lập Đại học Keio tại cơ sở Hiyoshi.

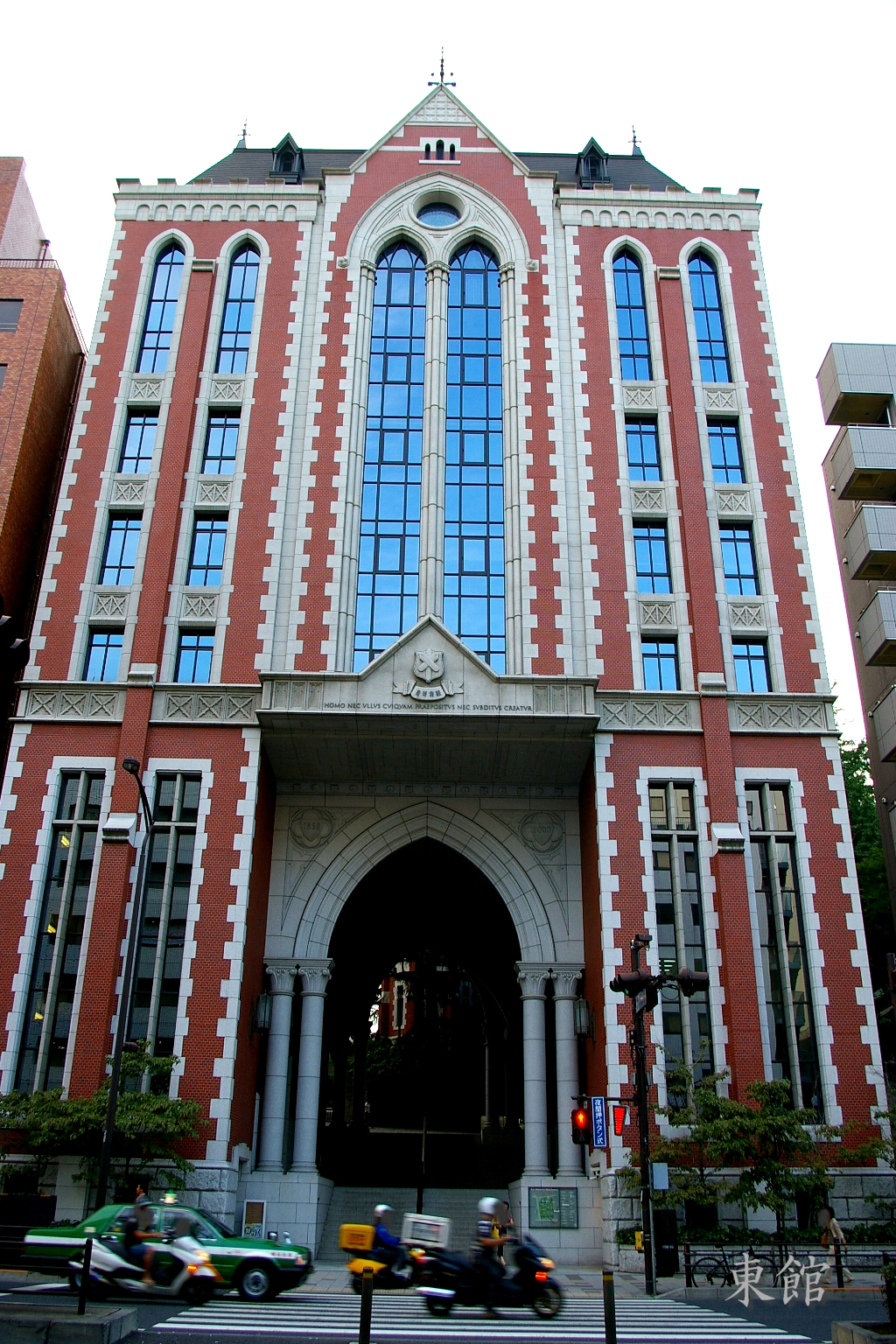
Nhà nghiên cứu phía Đông tại Mita

Keio có thể lần về gốc tích về năm 1858, khi Fukuzawa Yukichi, người đã thụ hưởng nền giáo dục phương Tây tại Đại học Brown tại Hoa Kỳ, bắt đầu dạy tiếng Hà Lan khi là môn khách của gia tộc Okudaira. Năm 1868, ông đổi tên trường học thành Keio Gijuku và dành toàn bộ thời gian cho giáo dục. Mặc dù Keiō ban đầu vốn là một trường tư thục dạy về Tây học, nó đã mở rộng và thành lập khoa đại học đầu tiên vào năm 1890, và được biết đến như một học viện hàng đầu về giáo dục đại học tại Nhật Bản. Đây là trường đại học đầu tiên của Nhật Bản kỷ niệm 150 năm thành lập vào năm 2008.
Keio có các trung tâm nghiên cứu hàng đầu. Nó có khoảng 30 trung tâm nghiên cứu nằm trong năm cơ sở chính của mình và tại các cơ sở khác để nghiên cứu cấp cao tại Nhật Bản. Viện nghiên cứu Đại học Keio tại SFC (KRIS) đã gia nhập MIT và viện nghiên cứu INRIA của Pháp trong việc quản lý hiệp hội W3C quốc tế.

### Sứ mệnh
Fukuzawa tuyên bố sứ mệnh của Keio được hiển thị dưới đây, dựa trên bài phát biểu của ông tại bữa tiệc của cựu sinh viên vào ngày 1 tháng 11 năm 1896.
Đại học Keio không chỉ đơn thuần là nơi theo đuổi học thuật. Sứ mệnh của nó là trở thành một nguồn cung cấp không ngừng nghỉ những nghị lực đáng kính, và là một kiểu mẫu về trí tuệ và đạo đức cho quốc gia, cũng như cho mỗi công dân, để áp dụng tinh thần này làm sáng tỏ bản chất của gia đình, xã hội và quốc gia. Chúng không chỉ nói lên bản chất này bằng lời nói, mà còn thể hiện nó bằng hành động, và bằng cách đó đưa Keio trở thành một nhà lãnh đạo của xã hội.
Những câu nói đó đã được trao cho các sinh viên như ý muốn của ông, và được coi là biểu hiện đơn thuần cho sứ mệnh thực tế của Keio.

### Tu dưỡng học thuật

#### Cộng tác viên của các hệ thống giáo dục hiện đại của Nhật Bản
Keio được biết đến là học viện đầu tiên giới thiệu nhiều hệ thống giáo dục hiện đại tại Nhật Bản. Sau đây là các ví dụ:
- Keio là trường học đầu tiên của Nhật Bản giới thiệu mức học phí cố định hằng năm, được thiết kế bởi Fukuzawa.[a][14]
- Trường ban đầu đã giới thiệu văn hóa ngôn luận cho Nhật Bản, điều mà Nhật Bản chưa từng có trước đây. Trường cũng đã xây dựng nhà diễn thuyết (speech house) sớm nhất của Nhật Bản là Nhà diễn thuyết Mita vào năm 1875.[b][14]
- Đây được coi là trường đại học đầu tiên của Nhật Bản chấp nhận tiếp nhận sinh viên quốc tế.[15] Keio đã tiếp nhận 2 sinh viên Triều Tiên vào năm 1881 như những sinh viên quốc tế đầu tiên của trường (và cũng là của Nhật Bản). 60 sinh viên Triều Tiên đã nhập học vào năm 1883 và 130 sinh viên Triều Tiên tiếp tục nhập học vào năm 1895.

#### Dokuritsu Jison
Keio đặt tiêu chí "Độc lập và tự tôn (独立自尊 Dokuritsu Jison)" là nền tảng cho sự giáo dục của trường. Tiêu chí này có nghĩa là độc lập về thể chất và tinh thần, và tôn trọng chính mình để giữ đức hạnh bản thân. Độc lập và tự tôn cũng được coi là trạng thái tự nhiên và bản chất giáo dục của Fukuzawa.

#### Hangaku Hankyo
Học một nửa, giảng dạy một nửa (半学半教 Hangaku Hankyo) là một văn hóa độc đáo khác ở Keio. Vào cuối thời kỳ Edo và đầu thời kỳ Minh Trị, một số trường dự bị tư thục thường sử dụng sinh viên làm giáo viên trợ giảng, và chính sách này được gọi là "Học một nửa và giảng dạy một nửa". Keio ban đầu cũng đã sử dụng hệ thống này. Trong thời kỳ đầu của các trường dạy về Tây học như vậy, có rất nhiều điều để học không chỉ cho sinh viên mà còn cho chính các giáo sư. Do đó, đôi khi có những dịp mà các sinh viên đã học trước đó thực hiện công việc giảng dạy cho các sinh viên khác và thậm chí cả các giáo sư. Sau khi các hệ thống pháp lý phù hợp cho giáo dục đã được thiết lập, những tình huống như vậy đã biến mất. Tuy nhiên, Fukuzawa nghĩ rằng bản chất của học thuật đã và đang là học hỏi không ngừng, và việc hiểu biết nhiều hơn thì cung cấp nhiều những cơ hội học tập hơn. Keio tôn trọng suy nghĩ của ông và đưa nguyên tắc này vào "Các quy tắc trong Keio Gijuku (慶應義塾社中之約束 Keio Gijuku Shachu no Yakusoku)," rằng không nên có bất kỳ sự phân cấp nào giữa giáo viên và người học và tất cả những người ở Keio Gijuku đều ở trong cùng một đoàn hội. Vì lý do này, trường vẫn còn tồn tại một văn hóa, trong đó tất cả các giáo sư và giảng viên chính thức được gọi với kính ngữ "Kun" chứ không bao giờ gọi là "Giảng viên" hoặc "Giáo sư".

#### Shachu no Kyoryoku
Hợp tác trong đoàn thể (社中の協力 Shachu no Kyoryoku) cũng là một nét độc đáo của Keio. Năm 1879, Fukuzawa tuyên bố rằng thành công của Keio có được là nhờ sự hợp tác trong đoàn thể của họ và ý tưởng "Sự hợp tác trong một đoàn thể" ban đầu xuất phát từ bài viết này. Mọi người ở Keio thường nghĩ rằng tất cả những cá nhân liên quan đến Keio (ví dụ: giáo sư, sinh viên, cựu sinh viên và thành viên gia đình của họ) là một phần của đoàn thể của họ, vì vậy họ nên cố gắng giúp đỡ lẫn nhau như anh chị em. Văn hóa này thường thấy đặc biệt trong tổ chức cựu sinh viên có tên là Mita-Kai.

## Lịch sử
Đại học Keio (慶應義塾大学 (Khánh Ưng Nghĩa thục Đại học) Keiō Gijuku Daigaku) được thành lập năm 1858 như một trường dạy về Tây học, tọa lạc ở một trong những khu nhà lớn ở Tsukiji bởi người sáng lập Fukuzawa Yukichi. Khởi phát của ngôi trường là một trường trong phiên dạy về Quốc học tên là Shinshu Kan, được thành lập vào năm 1796. Keio thay đổi tên gọi thành "Keio Gijuku" vào năm 1868, xuất phát từ niên hiệu "Keio" lúc đó của Thiên hoàng và "Gijuku" là dịch là "trường tư thục". Trường chuyển đến vị trí hiện tại vào năm 1871, thành lập khoa Y học vào năm 1873 và khoa đại học chính thức nghiên cứu về Kinh tế, Luật và Văn học vào năm 1890.

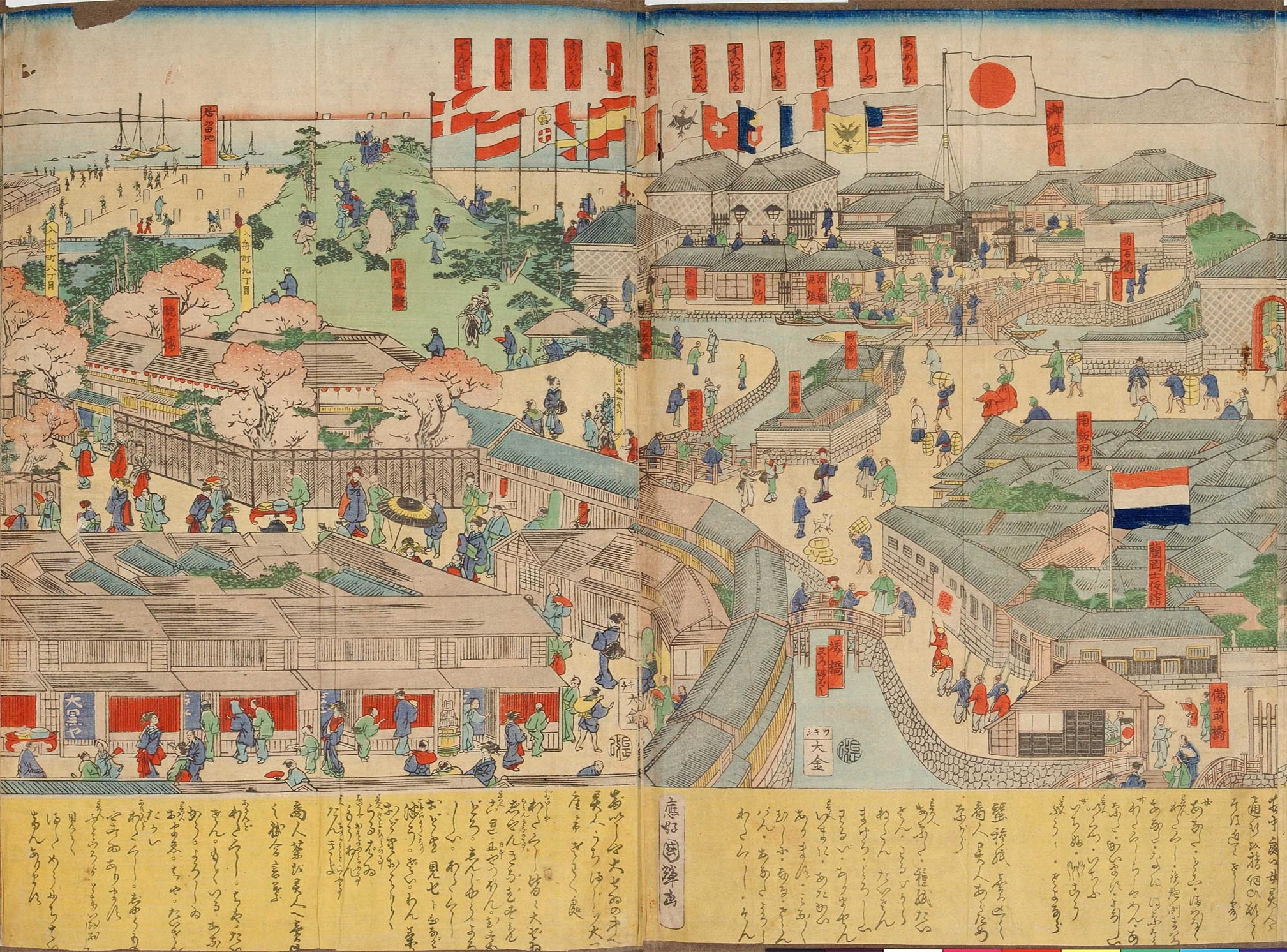
Keio Gijuku tại Tsukiji năm 1862

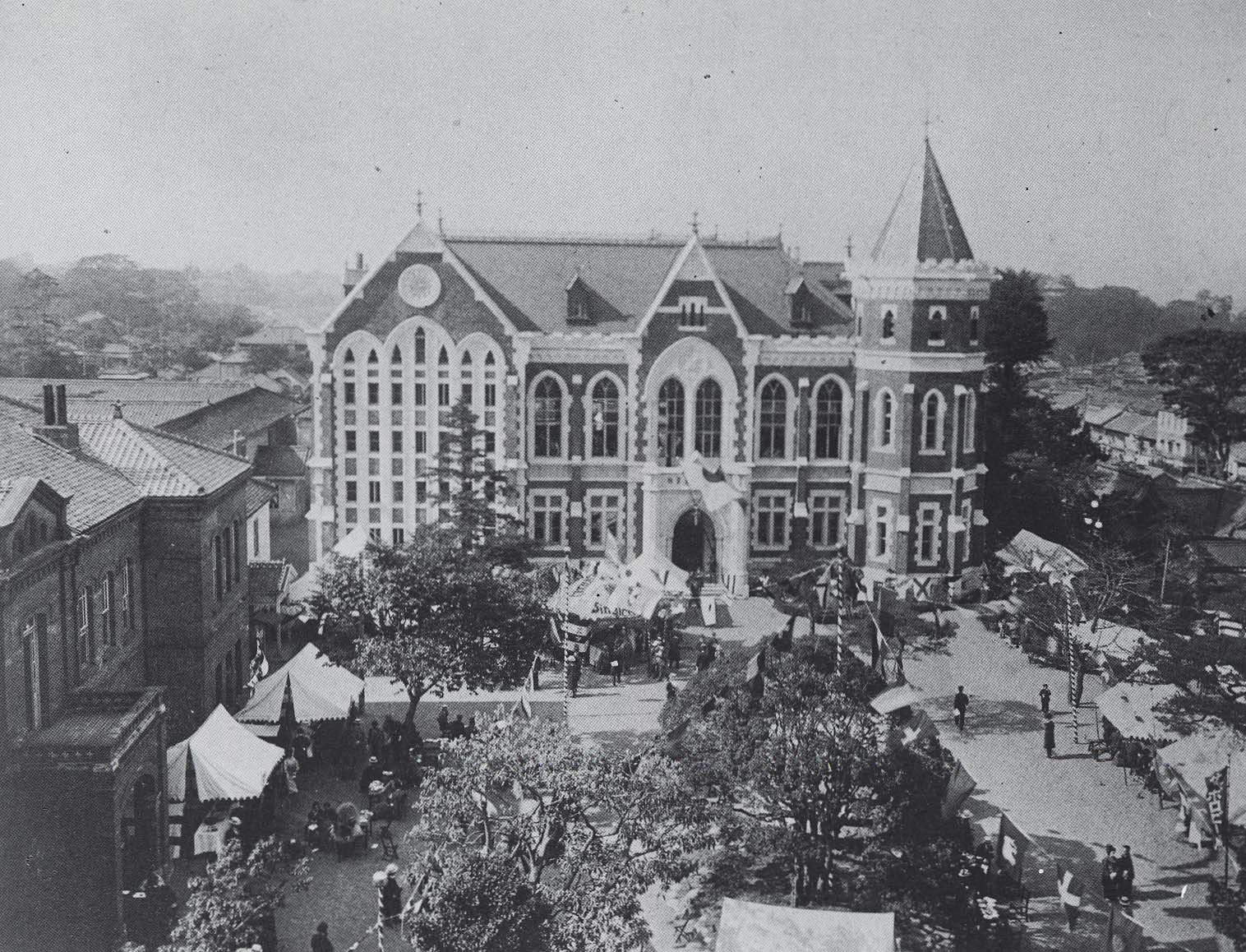
Đại học Keio tháng 5 năm 1912

Keio đã được hình thành cấu trúc của nó theo thứ tự thời gian sau đây.
| Năm  | Phát triển trường đại học |
| ---- | --- |
| 1858 | Keio Gijuku được thành lập |
| 1879 | Từ chối đề nghị trở thành trường đại học quốc gia. Thay vào đó, Keio trở thành một trường dạy nghề được đầu tư bởi các daimyō bao gồm gia tộc Shimazu. |
| 1890 | Thành lập viện đại học với các Khoa Kinh tế, Luật và Văn học                                                                                           |
| 1906 | Thành lập Viện sau Đại học |
| 1917 | Thành lập Khoa Y học |
| 1920 | Trường được ủy quyền như một trường đại học trong hệ thống trước chiến tranh                                                                           |
| 1944 | Thành lập Khoa Công nghệ |
| 1949 | Trường được ủy quyền như một trường đại học trong hệ thống sau chiến tranh                                                                             |
| 1957 | Thành lập Khoa Kinh doanh và Thương mại |
| 1962 | Thành lập Khoa sau Đại học về Quản trị Kinh doanh |
| 1981 | Thành lập Khoa Khoa học Công nghệ (tái cơ cấu khoa Công nghệ)                                                                                          |
| 1990 | Thành lập các Khoa Môi trường và Thông tin và Khoa Quản trị Chính sách công                                                                            |
| 2001 | Thành lập Khoa Điều dưỡng và Chăm sóc Y tế |
| 2004 | Thành lập Viện Luật |
| 2008 | Thành lập Khoa Dược |
| 2008 | Thành lập Viện sau đại học về Thiết kế Truyền thông |

Một số điều đáng chú ý trong lịch sử hơn 150 năm của Keio được liệt kê dưới đây.
- Keio đã giới thiệu Hiromoto Watanabe đảm nhiệm vai trò hiệu trưởng danh dự đầu tiên của Đại học Đế quốc Nhật Bản (Đại học Tokyo) vào năm 1886. Ông là hiệu trưởng danh dự đầu tiên của một trường đại học được ủy quyền chính thức tại Nhật Bản.
- Keio đã gửi 6 sinh viên ra nước ngoài du học vào năm 1899. Cùng năm, trường tiếp nhận ba sinh viên quốc tế từ Ấn Độ, Đại Thanh, và Thái Lan. Tám sinh viên quốc tế đã nhập học từ Đài Loan (lúc đó đang trong tình trạng một thuộc địa của Đế quốc Nhật Bản kể từ 1895) vào năm tiếp theo.
- Keio có vinh dự được nhà thơ người Bengal Rabindranath Tagore viếng thăm và có bài phát biểu vào năm 1916.
- Keio có vinh dự được Albert Einstein viếng thăm khi ông trình bày một bài giảng về thuyết tương đối đặc biệt vào năm 1922.[24]
- Đại học này chấp nhận sinh viên nữ nhập học kể từ năm 1946.
- Một bài báo được viết bởi sinh viên đại học Keio là tác giả chính được đăng trên tạp chí nghiên cứu Science vào năm 2006, điều này hiếm khi xảy ra với một sinh viên đại học.[25]
- Keio có vinh dự được Hoàng tử Charles viếng thăm vào năm 2008.

## Hiệu trưởng
Kể từ khi hệ thống hiệu trưởng thành lập năm 1881, Keio đã có 18 đời hiệu trưởng.
|    | Hiệu trưởng       | Nhiệm kỳ  |     | Hiệu trưởng         | Nhiệm kỳ  |     | Hiệu trưởng    | Nhiệm kỳ   |     | Hiệu trưởng    | Nhiệm kỳ |
| -- | ----------------- | --------- | --- | ------------------- | --------- | --- | -------------- | ---------- | --- | -------------- | -------- |
| 1. | Sadashiro Hamano  | 1881–1887 | 7.  | Shinzo Koizumi      | 1933–1947 | 13. | Saku Sato      | 1969–1973  | 19. | Akira Haseyama | 2017-    |
| 2. | Nobukichi Koizumi | 1887–1890 | 8.  | Seiichiro Takahashi | 1946–1947 | 14. | Hiroshi Kuno   | 1973–1977  |     |                |          |
| 3. | Tokujiro Obata    | 1890–1897 | 9.  | Kouji Ushioda       | 1947–1956 | 15. | Tadao Ishikawa | 1977–1993  |     |                |          |
| 4. | Kamatachi Eiki    | 1898–1922 | 10. | Fukutaro Okui       | 1956–1960 | 16. | Yasuhiko Torii | 1993–2001  |     |                |          |
| 5. | Ichitaro Fukuzawa | 1922–1923 | 11. | Shohei Takamura     | 1960–1965 | 17. | Yuichiro Anzai | 2001–2009  |     |                |          |
| 6. | Kiroku Hayashi    | 1923–1933 | 12. | Kunio Nagasawa      | 1965–1969 | 18. | Atsushi Seike  | 2009– 2017 |     |                |          |